# 吕尔区
吕尔区（法語：Arrondissement de Lure）是法国勃艮第-弗朗什-孔泰大区上索恩省的一个区。该区在2017年1月上索恩的区重组之后辖有193个市镇。